# Upton Sinclair

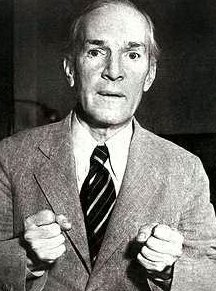
Upton Sinclair (1934)

Upton Beall Sinclair (* 20. September 1878 in Baltimore, Maryland; † 25. November 1968 in Bound Brook, New Jersey) war ein US-amerikanischer Schriftsteller. Sein Werk erstreckt sich über verschiedene Literaturgattungen und thematisiert Sozialkritik und Medienkritik in vielerlei Form, vor allem in The Jungle und The Brass Check. 

## Jugend und Ausbildung

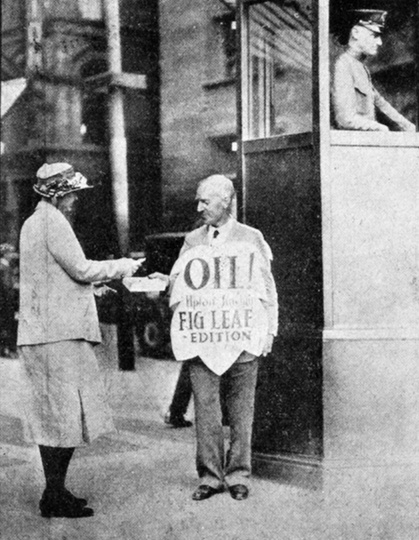
Upton Sinclair verkauft selbst die Feigenblatt-Ausgabe seines Buches Oil! (1927)

Sinclair wuchs unter ungewöhnlichen Umständen auf: Sein Vater war Alkoholiker, der Alltag durch bittere Armut geprägt. Bei seinen Großeltern in New York wiederum konnte Sinclair das Leben vermögender Amerikaner kennenlernen. So begegnete er früh den beiden extremen Positionen der amerikanischen Gesellschaft.
Um sein Studium am New York City College zu finanzieren, schrieb er Witze, Groschenromane und Erzählungen für Magazine und Zeitungen. Damit war er so erfolgreich, dass er sich das Studium an der renommierten Columbia-Universität erlauben konnte.
Ab 1915 lebte er in Pasadena, Kalifornien, dann in Buckeye, Arizona.
Er war dreimal verheiratet.

## The Jungleals Durchbruch

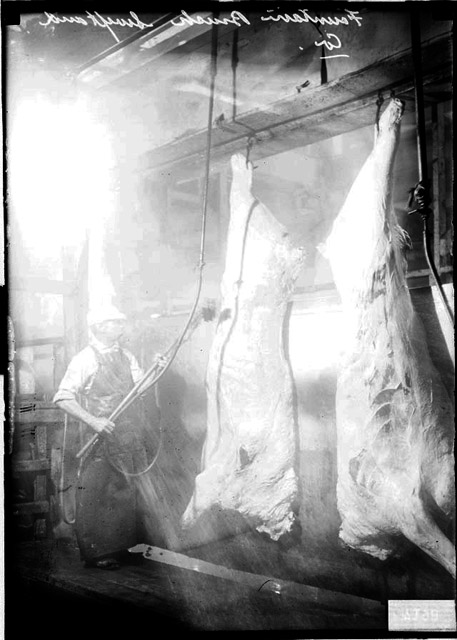
Arbeiter reinigt eine Rinderhälfte in einem Schlachthof, Chicago (1909)

Sein Enthüllungsroman The Jungle (dt. Titel zunächst Der Sumpf, später: Der Dschungel), der sich mit den Arbeitsbedingungen und Hygieneverhältnissen in der US-amerikanischen Fleischkonserven-Industrie in den Union Stock Yards Chicagos beschäftigte, wurde zunächst ab Februar 1905 in der sozialistischen Zeitschrift Appeal to Reason veröffentlicht. Gleichzeitig bemühte Sinclair sich um die Veröffentlichung als Buch. Mehrere Verlage lehnten das Buch ab oder verlangten von ihm, „Blut und Eingeweide“ herauszulassen, sprich, das Werk um brisante Stellen zu kürzen, was er ablehnte. Der Verlag Doubleday, Page & Company veröffentlichte den Roman Ende Februar 1906, nachdem die darin geschilderten Umstände auf ihren Wahrheitsgehalt überprüft worden waren. The Jungle sollte „ein Schlüsselroman der modernen Fleischindustrie“ werden, in dem Upton Sinclair „die Fleischgewinnung mit angewandter Mathematik“ in drastischen Szenen schildert.
Das Buch wurde ein sofortiger Bestseller und machte Sinclair im ganzen Land bekannt – die realistisch geschilderten Einzelheiten der Zustände in den Schlachthöfen gingen durch die Presse, Übersetzungen des Buches in 17 Sprachen erschienen innerhalb weniger Monate. Das allgemeine Aufsehen in der Öffentlichkeit führte schließlich zur Durchsetzung eines speziellen Gesetzes zur Inspektion der Schlachthöfe zwecks Aufrechterhaltung der Hygiene und des Lohnniveaus. Damit wurden die Arbeitsbedingungen jedoch nur zeitweilig verbessert.

Sinclair zeigte sich über die Rezeption enttäuscht. Er hatte gehofft, die Herzen der Menschen zu erreichen, hatte aber nur ihren Magen erreicht: 
Ich hatte mich viel weniger für das ›verdammte Fleisch‹ interessiert als für etwas ganz anderes, das Inferno der Ausbeutung. […] Ich erkannte, dass […] sich die Öffentlichkeit nicht um die Arbeiter scherte, sondern nur kein tuberkuloseverseuchtes Rindfleisch essen wollte.
Im Jahre 1914 wirkte Sinclair an der Verfilmung seines Romans mit.

## Sozialpolitische Ambitionen
„Ihr braucht euch nicht mit Amerika abzufinden, wie es ist. Ihr könnt es verändern“, schrieb er einst. „Und schreibend, mit reinem Puritaner-Herzen, reformatorischem Elan und beispielloser Produktivität, hat Upton Sinclair (1878 bis 1968) sein Amerika unermüdlich zu ändern, zu bessern, zu sichern versucht für eine Zukunft der sozialen Gerechtigkeit.“
Nachdem er The Jungle veröffentlicht hatte, investierte er ca. 30.000 Dollar seines Lohns in die Helicon Home Colony, eine utopische Kommune in New Jersey. Diese brannte jedoch bereits vier Monate später nieder.
Theodore Roosevelt prägte für ihn und andere sozialkritische Autoren den Schimpfnamen Muckraker (= Schmutzaufwühler, Nestbeschmutzer), was ihn jedoch nicht daran hinderte, Sinclairs Argumente zu nutzen, wenn sie seinem eigenen Reformkurs dienen konnten. Der Begriff muckraking wird auch heute noch in der amerikanischen Alltagssprache für sozialkritische Literatur und Enthüllungsjournalismus genutzt.
Ein anderer Präsident ehrte ihn auf seine Weise: „Ein Jahr vor seinem Tod, 1967, rappelte sich Upton Sinclair noch einmal aus dem Schaukelstuhl: Präsident Johnson erwartete ihn im Weißen Haus. Und so kam er denn, um zuzusehen, wie der „Wholesome Meat Act“ unterzeichnet wurde, eine Zusatzakte zu jenem Fleischverarbeitungs-Gesetz, das er 1906 mit seinem „Dschungel“ erzwungen hatte.“
Mehrmals kandidierte Sinclair für politische Posten, so 1906 und 1920 als Mitglied der Sozialistischen Partei für das Repräsentantenhaus sowie 1922 für den Senat. 1926 und 1930 trat er als Sozialist ohne Erfolgschancen bei der Gouverneurswahl in Kalifornien an. Zusammen mit seiner zweiten Frau, Mary Craig, finanzierte er 1930/31 Sergei Eisensteins Film ¡Qué viva México!.
In seinem Roman Boston von 1928 schildert Sinclair in derb satirischer Weise den Justizmord an den Anarchisten Sacco und Vanzetti im Umfeld der „feinen“ Bostoner Gesellschaft. Er beschreibt drastisch, wie diese in bigotter Heuchelei die kapitalistische Ausbeutung praktizierend über Leichen geht, während ihre Opfer in Wahrhaftigkeit (und Erkenntnis des Klassenkampfes von oben) leben und sterben.
Im Jahre 1934 wechselte Sinclair zur Demokratischen Partei und errang deren Nominierung für die Wahlen zum Gouverneur von Kalifornien. Sein Wahlprogramm umfasste unter anderem einen Sozialplan, der als EPIC (End Poverty in California) bekannt wurde. Der Zeitungsverleger William Randolph Hearst, den Sinclair 1919 in seiner Reportage The Brass Check attackiert hatte (s. u.), mischte sich mit einer antikommunistischen Hetzkampagne gegen Sinclair in den Wahlkampf ein. Sinclair unterlag dem republikanischen Amtsinhaber Frank Merriam mit 38:49 Prozent der Stimmen.

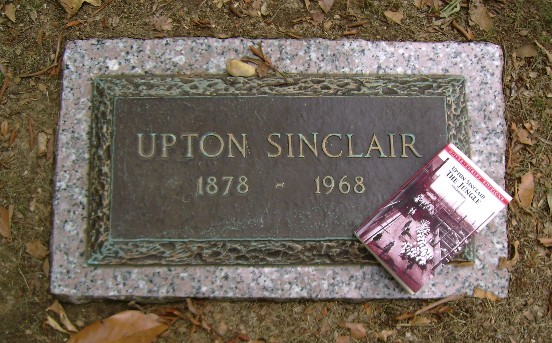
Sinclairs Grab auf dem Rock-Creek-Friedhof in Washington, D. C.

Für Sinclair stand die Kritik an sozialen Missständen im Zentrum seiner literarischen Tätigkeit. Sein Rang als Journalist und Sozialreformer blieb unbestritten. Seine größte Anerkennung fand er – mit Ausnahme der kurzen Zeit, wo er dank The Jungle auch in den USA allgemein populär war – in Europa. In der deutschsprachigen Linken wurde er viel gelesen, und seine Gestalt des braven, disziplinierten Parteiaktivisten Jimmie Higgins wurde zeitweilig geradezu sprichwörtlich.

## The Brass Check
Aufgrund seiner politischen Position musste Sinclair allerdings seine Dramen, Romane, Kinderbücher und politisch-soziologischen Untersuchungen in den Vereinigten Staaten teilweise selbst verlegen, weil kein Verleger bereit war, seine Bücher zu drucken und zu vermarkten. Die von ihm verlegten Werke wurden in der Presse seiner Zeit nicht besprochen. Dazu gehörte etwa The Brass Check (1919) (deutsche Übersetzung: Der Sündenlohn. Eine Studie über den Journalismus, 1921), eine Studie, in der Sinclair die Beschränkungen der Presse darstellte, dabei ging er auf die Manipulationstechniken der Regenbogenpresse William Randolph Hearsts ein. Sinclair nannte dieses Werk „das wichtigste und gefährlichste Buch, das ich je geschrieben habe“.
Pressekritiker seiner Zeit und der Gegenwart fanden Sinclairs Analyse der Medien zutreffend und wertvoll. Sie sei „muckraking at its best“ und „erstaunlich hellsichtig in ihrer Kritik der Behaglichkeit der Interessen großer Medien und anderer Unternehmen.“ Nach der Veröffentlichung „weigerten sich die meisten Zeitungen, das Buch zu besprechen, und die wenigen, die es taten, fanden es unsympathisch. Viele Zeitungen wie etwa die New York Times lehnten es sogar ab, bezahlte Anzeigen für das Buch zu bringen.“ „Die Historiker, die sich die Mühe machen, Brass Check zu berücksichtigen, werten es als kurzlebig ab und erklären, die dargestellten Probleme seien gelöst worden.“

## Ehrungen
Erst 1943 wurde Sinclair der Pulitzer-Preis zugesprochen für Dragon’s Teeth, den dritten Roman einer mehrbändigen Serie, die den Helden Lanny Budd abenteuerlich durch das Zeitgeschehen von 1913 bis 1949 führt. 1944 wurde er in die American Academy of Arts and Letters gewählt.

## Rezeption und Wirkungsgeschichte
Insbesondere Anfang des 20. Jahrhunderts genoss er in den Vereinigten Staaten, aber auch im deutschsprachigen Raum große Popularität.
Albert Einstein widmete ihm folgende Zeilen: Wen ficht der schmutzigste Topf nicht an? / Wer klopft der Welt auf den hohlen Zahn? / Wer verachtet, was heute / und schwört auf das Morgen? /… Der Sinclair ist der tapfere Mann / Wenn einer, dann ich es bezeugen kann! Im Jahr 1937 schrieb er ihm das Gedicht: Ist denn dein Kampfesmut gar nicht zu zügeln? / Gilt es auch nur, ein altes Weibchen zu verprügeln? / Halt ein, mein Freund, es gibt weit ernst’re Ziele / Wo Heldentum vonnöten im Gewühle! Die beiden hatten sich von Anfang der 1930er bis Mitte der 1950er Jahre viele Briefe geschrieben, die im Einstein-Archiv lagern.

## Werke (Auswahl)
- Unter dem Pseudonym Ensign Clarke Fitch:
  - Clif, the Naval Cadet, Or Exciting Days at Annapolis. David McKay, Philadelphia 1903.
  - Clif Faraday In Command or The Fight of His Life. In: True Blue. Striking Stories of Naval Academy Life 39. Street & Smith Publishing, New York 1899
  - Strange Cruise Or Cliff Faraday’s Yacht Chase. Reihe: Annapolis Series Bd. 5, 1903
- Springtime and Harvest. The Sinclair Press, New York 1901
- The Jungle. Doubleday, Page & Co., New York 1906
  - Der Sumpf. A. Sponholtz Verlag, Hannover 1922, Übersetzung Hermynia Zur Mühlen
  - Der Sumpf. Malik-Verlag, Berlin 1923, Neue Bearbeitung von Upton Sinclair, Neuübersetzung von Hermynia Zur Mühlen
  - Der Dschungel. Aufbau Verlag, Berlin 1974. Übersetzung von Ingeborg Gronke
- The Cry for Justice. John C. Winston, Philadelphia 1915
  - Sklaverei. Interterritorialer Verlag Renaissance David Erdtracht, Wien / Berlin / Leipzig / New York 1923 und Carl Friedrich Fleischer, Leipzig 1923, Übersetzung Hermynia Zur Mühlen
- King Coal. Macmillan, New York 1917.
  - König Kohle. Internationaler Verlag, Zürich 1918, mit Einleitung von Georg Brandes
- The Profits of Religion. Selbstverlag, Pasadena 1918.
  - Religion und Profit. Der Neue Geist Verlag, Leipzig 1922.
- Jimmie Higgins. Boni and Liveright, New York 1919
  - Jimmie Higgins. Kiepenheuer, Potsdam 1919
- The Brass Check. Selbstverlag, Pasadena 1920
  - Der Sündenlohn. Der Neue Geist Verlag, Leipzig 1921, gekürzte Fassung
- 100 % - The Story of a Patriot. Selbstverlag, Pasadena 1920
  - 100 % - Roman eines Patrioten – Bespitzelung und Unterdrückung der Arbeiterbewegung. Malik-Verlag, Berlin 1921.
- The Book of Life, Mind and Body. Selbstverlag, Pasadena 1921
  - Das Buch des Lebens. Malik-Verlag, Berlin 1922
- The House of Wonder. In: Pearson’s Magazine, Juni 1922.
  - Das Haus der Wunder: ein Bericht über Dr. Albert Abrams revolutionierende Entdeckung: die Feststellung der Diagnose vermittels der Radioaktivität des Blutes. Orbis-Verlag, Prag 1922, Übersetzung Hermynia Zur Mühlen
- The Goosestep. Selbstverlag, Pasadena 1923
- Mammonart.  Selbstverlag, Pasadena 1925
  - Die goldne Kette oder Die Sage von der Freiheit der Kunst. Malik-Verlag, Berlin 1928, Übersetzung Hermynia Zur Mühlen
- Oil! Albert & Charles Boni, New York 1927
  - Petroleum, Malik-Verlag, Berlin 1927
  - Öl!, Manesse Verlag, München 2013, Nachwort Ilja Trojanow, Übersetzung Andrea Ott. ISBN 978-3-7175-2254-6
- Money Writes! Albert & Charles Boni, New York 1927
  - Das Geld schreibt. Eine Studie über die amerikanische Literatur. Malik-Verlag, Berlin 1930
- Boston. Albert & Charles Boni, New York 1928
  - Boston, Die Geschichte von Sacco und Vanzetti. Malik-Verlag, Berlin 1929
  - Boston, Die Geschichte von Sacco und Vanzetti. Zweitausendeins, Frankfurt 1978
  - Boston. Manesse-Verlag, München 2017, Übersetzung Viola Siegemund, ISBN 978-3-7175-2380-2
- Mountain City. T. Werner Laurie, London 1930
  - So macht man Dollars. Malik-Verlag, Berlin 1931
- The Wet Parade. T. Werner Laurie, London 1932
  - Alkohol. Malik-Verlag, Berlin 1932, Übersetzung Elias Canetti
- Co-op. Selbstverlag, Pasadena 1936
  - CO-OP. Verlag Friedrich Oetinger, Hamburg 1948
- The Gnomobile. A Gnice Gnew Gnarrative With Gnonsense But Gnothing Gnaughty. Farrar & Rinehart, New York 1936
  - Das Gnomobil. Scherz Verlag, Bern 1964
- The Flivver King. United Automobile Workers, Detroit 1937
  - Autokönig Ford. Malik-Verlag, London 1938
  - Das Fließband. Verlag Friedrich Oetinger, Hamburg 1948
  - Fließband. Ein Roman aus FORD-Amerika. Verlag Association, Hamburg 1974
  - Am Fliessband. Mr. Ford und sein Knecht Shutt. März, Darmstadt 1985
  - Am Fließband. Aus dem amerikanischen Englisch von Jörg Schröder und mit einem Nachwort von Dietmar Dath, herausgegeben von Barbara Kalender, März-Verlag, Berlin 2025.

- Lanny-Budd-Zyklus:

1. World’s End. Viking Press, New York 1940 (dt. Welt-Ende 1942)[17]
2. Between Two Worlds. Viking Press, New York 1941 (dt. Zwischen zwei Welten 1947)
3. Dragon’s Teeth. Viking Press, New York 1942 (dt. Drachenzähne 1946)
4. Wide Is the Gate. Viking Press, New York 1943 (dt. Weit ist das Tor 1947)[18]
5. Presidential Agent. Viking Press, New York 1944 (dt. Agent des Präsidenten 1948)[19]
6. Dragon Harvest. Viking Press, New York 1945 (dt. Teufelsernte 1949)[20]
7. A World to Win. Viking Press, New York 1946 (dt. Schicksal im Osten 1950)[21]
8. Presidential Mission. Viking Press, New York 1947 (dt. Im Auftrag des Präsidenten 1951)
9. One Clear Call. Viking Press, New York 1948 (dt. Die elfte Stunde 1952)
10. O Shepherd, Speak. Viking Press, New York 1949 (dt. O Schäfer, sprich 1953)
11. The Return of Lanny Budd. Viking Press, New York 1953 (dt. Lanny Budd kehrt zurück 1953)

- What Didymus Did. Allan Wingate, London 1954
  - Die Wundertaten des Didymus. Scherz Verlag, Bern 1955
- Affectionately, Eve. Twayne, New York 1961
  - Eva entdeckt das Paradies. Scherz Verlag, Bern 1962, Übersetzung Dorothea Gotfurt